# نیشی‌هارا، کوماموتو
نیشی‌هارا، کوماموتو (به لاتین: Nishihara, Kumamoto) یک منطقهٔ مسکونی در ژاپن است که در Aso District, Kumamoto واقع شده‌است. نیشی‌هارا  ۶٬۰۰۸ نفر جمعیت دارد.